# Ethan Hayter
Ethan Edward Hayter (* 18. září 1998) je britský profesionální silniční a dráhový cyklista jezdící za UCI WorldTeam Ineos Grenadiers.

## Kariéra

### Začátky
Hayter začal závodit na velodromu Herne Hill v roce 2012 ve věku 13 let. V letech 2012 až 2016 závodil za klub VC Londres a nyní je jeho čestným členem. V roce 2016 se připojil k sestavě Senior Academy, spravované Britskou cyklistickou federací, kvůli čemuž musel přestat studovat. V roce 2018 se Hayter zúčastnil mistrovství světa v dráhové cyklistice a získal zde zlatou medaili v týmové stíhačce. V srpnu 2018 bylo oznámeno, že bude do konce roku působit jako stážista v Teamu Sky.

### Team Ineos (2020–)
V listopadu 2019 bylo oznámeno, že Hayter podepsal tříletý kontrakt s Teamem Ineos od sezóny 2020.

## Osobní život
Jeho bratr, Leo, je též profesionálním cyklistou. V roce 2021 žil Hayter v Manchesteru spolu s dalším profesionálním cyklistou, Fredem Wrightem.

## Hlavní výsledky

### Silniční cyklistika
2016
vítěz Kuurne–Brusel–Kuurne Juniores
Trofeo Karlsberg
2. místo celkově
Junior Tour of Wales
2. místo celkově
2. místo Gent–Wevelgem Junioren
2. místo Guido Reybrouck Classic
2017
7. místo Gran Premio di Poggiana
2018
Národní šampionát
4. místo časovka do 23 let
Mistrovství světa
5. místo časovka do 23 let
8. místo silniční závod do 23 let
Ronde de l'Oise
5. místo celkově
2019
Národní šampionát
 vítěz silničního závodu do 23 let
2. místo časovka do 23 let
5. místo silniční závod
Paříž–Arras Tour
 celkový vítěz
 vítěz soutěže mladých jezdců
vítěz 2. etapy
Giro Ciclistico d'Italia
 vítěz bodovací soutěže
vítěz prologu a 1. etapy
Tour de l'Avenir
vítěz 3. etapy
Orlen Nations Grand Prix
8. místo celkově
10. místo RideLondon–Surrey Classic
2020
vítěz Giro dell'Appennino
2. místo Memorial Marco Pantani
3. místo Giro della Toscana
9. místo Coppa Sabatini
2021
Národní šampionát
 vítěz časovky
 vítěz kritéria
3. místo silniční závod
Kolem Norska
 celkový vítěz
vítěz etap 1 a 2
Tour of Britain
2. místo celkově
 vítěz bodovací soutěže
vítěz etap 3 (TTT) a 5
Volta ao Algarve
2. místo celkově
vítěz 2. etapy
Settimana Internazionale di Coppi e Bartali
4. místo celkově
 vítěz soutěže mladých jezdců
vítěz 3. etapy
4. místo Bretagne Classic
Vuelta a Andalucía
7. místo celkově
 vítěz bodovací soutěže
vítěz etap 2 a 5
Mistrovství světa
8. místo časovka
2022
Národní šampionát
 vítěz časovky
Tour de Pologne
 celkový vítěz
Tour de Romandie
 vítěz bodovací soutěže
vítěz prologu a 2. etapy
Settimana Internazionale di Coppi e Bartali
 vítěz bodovací soutěže
vítěz 2. etapy
Kolem Norska
vítěz 2. etapy
Volta ao Algarve
4. místo celkově
Mistrovství světa
4. místo časovka
9. místo silniční závod
Vuelta a España
lídr  po etapách 1 – 4
2023
Tour de Romandie
 vítěz bodovací soutěže
vítěz 2. etapy
Kolem Baskicka
vítěz 1. etapy
Tour of Guangxi
3. místo celkově
 vítěz soutěže mladých jezdců
CRO Race
3. místo celkově
7. místo Giro della Toscana
2024
7. místo Kolem Norska

#### Výsledky na Grand Tours
| Grand Tour      | 2022 |
| --------------- | ---- |
| Giro d'Italia   | —    |
| Tour de France  | —    |
| Vuelta a España | DNF  |

| —   | Nezúčastnil se |
| DNF | Nedokončil     |

### Dráhová cyklistika
2015
Národní juniorský šampionát
 vítěz individuální stíhačky
 vítěz madisonu (s Fredem Wrightem)
2. místo scratch
2016
Národní šampionát
 vítěz madisonu (s Joem Holtem)
Národní juniorský šampionát
 vítěz individuální stíhačky
3. místo madison
Mistrovství Evropy juniorů
 vítěz týmové stíhačky
 2. místo omnium
Mistrovství světa juniorů
 3. místo týmová stíhačka
2017
Národní šampionát
 vítěz madisonu (s Mattem Wallsem)
 vítěz scratche
2. místo omnium
2. místo bodovací závod
2. místo týmová stíhačka
3. místo individuální stíhačka
Mistrovství Evropy do 23 let
 vítěz týmové stíhačky
 2. místo bodovací závod
vítěz Šest dní v Berlíně do 23 let (s Mattem Wallsem)
2018
Mistrovství světa
 vítěz týmové stíhačky
Mistrovství Evropy
 vítěz omnia
 3. místo týmová stíhačka
 3. místo madison (s Olim Woodem)
Mistrovství Evropy do 23 let
 vítěz madisonu (s Mattem Wallsem)
 vítěz omnia
Hry Commonwealthu
 2. místo týmová stíhačka
 3. místo bodovací závod
Národní šampionát
 vítěz týmové stíhačky
2. místo bodovací závod
2019
Národní šampionát
 vítěz omnia
 vítěz scratche
Mistrovství světa
 2. místo týmová stíhačka
 3. místo omnium
Mistrovství Evropy
 3. místo týmová stíhačka
2021
Mistrovství světa
 vítěz omnia
 3. místo týmová stíhačka
Olympijské hry
 2. místo madison (s Mattem Wallsem)
2022
Mistrovství světa
 vítěz omnia
 vítěz týmové stíhačky
 2. místo madison (s Olim Woodem)
UCI Nations Cup Milton
 vítěz omnia
 2. místo madison (s Rhysem Brittonem)
2024
Olympijské hry
2. místo týmová stíhačka